# Teniente Arturo Parodi
Base Teniente Arturo Parodi Alister – letnia stacja polarna należąca do Chile, położona w Górach Ellswortha na Antarktydzie.

## Położenie
Stacja znajduje się w obszarze Patriot Hills, grupy nunataków wznoszących się ponad lodowce na Antarktydzie Zachodniej. Posiada lądowisko z pasem z niebieskiego lodu lodowcowego o długości 2500 m. Patronem stacji jest porucznik Arturo Parodi Alister, który brał udział w pierwszych chilijskich przelotach nad Antarktydą

## Działalność
W stacji prowadzone są głównie badania glacjologiczne.